# Formica pumila
Formica pumila är en myrart som beskrevs av Oswald Heer 1850. Formica pumila ingår i släktet Formica och familjen myror. Inga underarter finns listade i Catalogue of Life.